# 遣返者

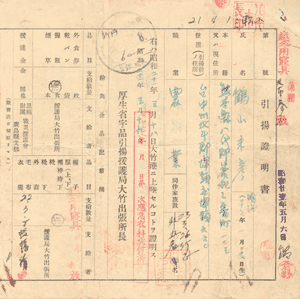
遣返者證明書

遣返者，是指在1945年8月15日日本在二戰投降後，居住或遷徙到日本本土（內地）的外地、日軍佔領地或被蘇聯軍佔領內地的日本民間人。引揚者的範圍由遣返者補助金等支給法和有關向引揚者提供特別津貼金的法律所規定。根據這些法律的規定，被確認為「遣返者」的人士是這些法律下給付行政的對象。
在戰敗時，居住在海外的日本人包括軍人和平民，總數超過660萬人，而到1946年年底，已經有大約500萬人返回本土。然而，至今仍然不清楚選擇留在海外的日本人的確切數量和狀況。

## 美軍佔領區域

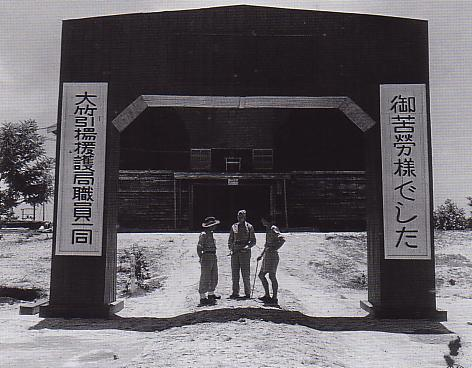
大竹引揚援護局

第二次世界大戰結束後，駐日盟軍總司令（GHQ）道格拉斯·麥克阿瑟從人道立場出發，盡早結束撤離計劃。根據GHQ的命令，厚生省設立了引揚援護廳，負責行政事務。1945年11月24日，厚生省發布通告，在佐世保、博多、鹿兒島、唐津、仙崎、宇品、舞鶴、田邊、名古屋、浦賀和函館等11個城市設立地方引揚援護廳。相較於蘇聯佔領區域的滿洲和朝鮮北部（38度線以北）區域，從東南亞、臺灣、中國大陸和朝鮮半島南部（38度線以南）撤離的情況比較順利，到1946年已經完成了九成以上的撤離。此外，在外父兄救出学生同盟則前往朝鮮向金日成直接訴求。
1948年，引揚者団体全国連合会成立。並自戰後進行開墾計劃，以促進撤離者和復員者的戦後開拓就業。

### 持有物品限制
GHQ擔心外地撤離者帶來的資產進口會導致通脹，因此實施了持有物品須交給海關等部門預存的限制措施。從1953年開始，海關開始返還預存物品，但至今仍有超過50年未有持有人現身的現金和證券被保管著。

### 沖繩
沖繩作為美國軍政府的管轄區，正式的撤離行動比本土晚了一些，始於1946年，但在此之前許多人已經通過私人船隻自力返回。1945年11月1日，從臺灣疏開前往沖繩的船隻發生事故，導致100人喪生，史稱榮丸沈沒事故。

## 蘇軍佔領區域
從1945年8月9日開始，蘇聯對樺太、滿洲和朝鮮半島的進攻，一直持續到1945年8月15日日本接受《波茨坦公告》並解除武裝。

### 樺太
儘管日本已經接受波茨坦宣言，但樺太仍持續發生戰鬥事件。樺太廳優先撤離老年人和年輕人到日本本土。1945年8月22日，從樺太撤離的船隻小笠原丸、第二号新興丸和泰東丸在北海道留萌沖遭到不明潛水艦襲擊而沉沒，導致超過1700人死亡，史稱三船殉難事件。後來證實，這些不明潛水艦多數屬於蘇聯軍的L-19和L-12。此外，蘇聯軍的潛水艦L-19也在原因不明的情況下沉沒。

### 滿洲、朝鮮北部
在蘇聯軍佔領區域，例如滿洲和朝鮮半島北纬38度线以北的地區，撤離行動受到延遲。從滿洲撤離的舉措是在蘇聯將其轉交給中華民國占領後才開始實施的。在滿洲，許多被送去開拓的日本移民在返回途中面臨當地居民的敵意和困難。由於糧食短缺、衛生和治安問題的惡化，以及1945年以來日本本土糧食食品短缺和1946年中期開始中國內戰的加劇，導致許多遣返者無法返回就不幸喪生。
在朝鮮半島北緯38度線以北的日本遣返者，由於撤離費用負擔不明確，被推遲到後來才能回國，導致約有5萬人以上死於營養不良、飢餓和疾病。此外，隨著冷戰的加劇，曾有交通被封鎖的情況。儘管如此約有20萬人通過自力越過北緯38度線，經由釜山返回日本。

### 暴行
在蘇聯軍佔領地區，發生多起針對日本居民的暴行、強姦和綁架事件，施暴者包括蘇聯士兵、八路军、朝鮮義勇軍、朝鮮保安隊以及當地居民，其中包括滿洲人、漢人和朝鮮人。針對日本人的原因包括日方在事實上為占領者，以及自滿洲進攻以來，針對普通民眾的遊擊戰鎮壓、勞役和屠殺事件。此外，還包括非法收購當地居民土地並以低價出售給日本殖民者、建立日本軍的毒品交易收入體系、日本軍人和武裝拓荒隊對當地居民的強姦和掠奪行為，及太平洋戰爭戰況惡化導致物資短缺等因素。
在此期間發生的撤離攻擊事件包括麻山事件、小山克事件、葛根庙屠杀、牡丹江事件、敦化事件。

## 西伯利亞抑留
對於從蘇聯占領地區的遣返者遲遲未能返回日本本地的問題，據信受到蘇聯試圖利用日本戰俘進行西伯利亞開發的影響，以及滿洲地區在國共內戰期間政治局勢不穩定等因素的影響。一些民間人與關東軍軍人一起成為了西伯利亞滯留者，並被迫進行強迫勞動。

## 在滿朝鮮遣返者
據稱戰爭結束時，在滿洲和朝鮮地區的朝鮮人口為2,163,115人，實際上可能高達230萬人。戰爭結束後，滿洲和朝鮮地區的朝鮮人開始返回朝鮮，到1946年為止，有714,842人返回，到1947年，超過800,000人返回。在戰爭結束前，已有一部分朝鮮人返回朝鮮，國民黨的袁常恩提到了返回原因，他說有些韓僑一直在進行不良行為，害怕國人（中國人）的報復；還有一些韓僑擁有相當多的資產，並擔心治安尚未恢復，特別是他們憧憬祖國的光復。
土匪襲擊
自1945年11月国民党军队進入滿洲以來，直到1946年5月蘇聯軍撤離之前，滿洲的匪賊將朝鮮人視為「日本鬼子的同黨」而進行屠殺。1945年8月22日，在大連附近的一個村莊，朝鮮人與日本人一起遭受襲擊；同年11月，在汪清縣的羅子溝，也有朝鮮人遭受屠殺。。
國共內戰
1946年，國共內戰再度爆發。中國共產黨東北局及朝鮮人部隊（東北民主連軍吉遼軍區第一旅團第一團，總兵力2000）佔領了長春，並與國民黨軍發生了戰鬥。當中共撤退後，1946年5月23日，在長春發生朝鮮士兵遭受的大屠殺事件。1946年5月，隨著蘇聯軍隊開始撤離，東安（今黑龍江省密山市）的郭興典土匪部隊於5月14日摧毀了東鮮、東明、東興等朝鮮人村莊，5月26日在東安城以「滅絕朝鮮人種族」為名大規模屠殺數百名朝鮮人。在北滿洲的牡丹江的朝鮮人村莊烏哈林，朝鮮人被稱為「二等公民」並被全部消滅。 5月28日，吉林省的國民黨軍隊強迫朝鮮人勞動並對婦女實施暴行，聲稱「高麗人都是共產黨和八路軍」。
1946年12月，周保中在一次名為「延邊朝鮮民族問題」的演講中表示，「因為中國人以前是三等公民，所以在解放時期，一般存在著報復心理」。
殘留北韓人
中共從1946年到1948年展開了滿洲朝鮮人定居的運動，並實施了土地分配等措施。許多留在滿洲的朝鮮人，也有等待朝鮮人子女從日本當日本兵回國的人。到1951年，中國朝鮮族人口達到1,068,839人。
在滿臺灣人
由於滿洲國政府聘用了許多臺灣人擔任官員（新京特別市是台灣人），因此臺灣人回流也成為問題之一，這一點在日本幾乎沒有被討論。

## 中國國民黨的遣返者
中國國民黨從1946年5月開始進行东北日本侨俘遣返。1946年12月，美軍和中國國民黨合作將在滿洲的朝鮮人2483人送回南朝鮮。1從中國的撤離於1953年3月23日重新啟動，興安丸和高砂丸等復員輸送艦載著3968人抵達舞鶴。

## 臺灣遣返者
戰爭結束時，在臺灣的日本人總計約有48萬8000人，其中包括約16萬6000名軍人。國民黨政權設立「臺灣地區日本官兵善後聯絡部」，由總督安藤利吉擔任部長，農商務局長須田一二三擔任副部長。實際業務由副部長負責。引揚工作從軍人開始，於1946年2月完成。對於一般居民而言，由於擔心日本國內的食物短缺等混亂情況，以及已經適應了台灣的生活，且沒有來自台灣人的報復行為，因此約有20萬人希望留在台灣。
然而，由於社會問題如通貨膨脹等的發生，國民黨政權不希望大量的日本人留在台灣。一般人的引揚工作最終於1946年4月20日完成。每位遣返者僅獲「私人財產清冊」的證明，僅被允許攜帶現金1000日圓、途中所需的食物以及兩個背包的必需品。從台灣引揚的人數約為46萬人。國民黨政權認為，約有2萬2000名技術人員和教師因為需要而被留在台灣，暫時被稱為「抑留者」。

## 遣返港
遣返者抵達的主要港口如下：
- 小樽港
- 函館港（311,452人）
- 舞鶴港（664,531人）
- 浦賀港（約50萬人）
- 名古屋港（259,589人）
- 敦賀港
- 文里港（和歌山縣田邊）（220,332人）
- 宇品港（169,026人）
- 大竹港（410,783人）
- 仙崎港（山口縣長門市）（413,961人）
- 下关港
- 門司港
- 博多港（1,392,429人）
- 浦頭港（南風崎站）（1,396,468人）
- 鹿兒島港（360,924人）

## 遣返者住宅
自1946年至1954年期間，日本政府在各地興建了約7.9萬戶遣返者住宅，或者將舊軍事相關宿舍等改建成引揚者住宅。隨後，這些引揚者住宅被分配給居民居住，或者歸屬於地方政府所有和管理。
直至21世紀，仍有一些引揚者住宅存在。自2012年起，關西地區的自治體管理的最後一批遣返者住宅引發爭議。貝塚市希望居民搬離，但一些居民希望繼續居住。最終，貝塚市透過訴訟要求居民搬離。2020年10月30日，大阪地方法院下令居民交還建築物。

## 影響
引揚事業告一段落後，出現了在外財產補償的問題。

### 中國殘留日本人
即使時至今日，已經超過了戰後60年，仍然存在中國大陸上因親子分離或死亡而成為孤兒的中國殘留日本人等問題。

## 美食文化
遣返者帶來的美食文化包括中國拉麵店（即拉麵）、拉麵路邊攤和餃子店（主要是煎餃）在日本興起。在此之前，在日本僅有以高檔中華料理為主題的餐廳，而且主要是廣東、四川、北京和上海的風味，較少涉及中國東北地區的菜餚。在關東地區，拉麵已經成為了一種常見食物，在北海道的空知地區，含多汤也已經成為了一種常見食物。 在福岡縣，辛子明太子也因為來自朝鮮半島的遣返者而得以普及。
部分俄羅斯料理，如罗宋汤和皮羅什基等街頭小吃也被帶入。值得注意的是，日本的皮羅什基中加入春筍的做法受到中國東北地區的影響。

## 著名遣返者
- 赤木春惠
- 赤塚不二夫
- 朝比奈隆
- 有馬稲子（日语：有馬稻子）
- 石津謙介（日语：石津謙介）
- 岩見隆夫（日语：岩見隆夫）
- 大藪春彦（日语：大藪春彦）
- 小澤征爾
- 加藤登紀子
- 北見けんいち（日语：北見健一）
- 草野仁（日语：草野仁）
- 雲野かよ子（日语：雲野加代子）
- 古城都（日语：古城都）
- 5代目古今亭志ん生（日语：古今亭志生）
- こまどり姉妹（日语：駒鳥姐妹）
- 近藤洋介
- 櫻井良子
- 貞永方久（日语：貞永方久）
- 佐保美代子（日语：佐保美代子）
- 澤蘭子（日语：澤蘭子）
- ジェームス三木（日语：詹姆斯三木）
- 大鵬幸喜
- 高野悦子（日语：高野悦子）
- 寶田明
- 千葉徹彌
- 橋田壽賀子
- 板東英二
- 広河隆一（日语：廣河隆一）
- 本田靖春（日语：本田靖春）
- 松島トモ子（日语：松島奉子）
- 水野晴郎（日语：水野晴郎）
- 南風洋子（日语：南風洋子）
- 森繁久彌（日语：森繁久彌）
- 山田洋次
- 冬柴鐵三（日语：冬柴鐵三）（公明黨原國會議員）
- 木暮實千代（女優）
- 辻村ジュサブロー（日语：(辻村壽三郎）（人形作家）

## 紀念館/博物館
- 昭和館
- 和平紀念展覽館
- 舞鶴引揚記念館（日语：舞鶴引揚記念館）
- 浦頭引揚記念資料館

## 另見
- 遺華日僑
- 華裔日本人
- 日裔中國人
- 日本僑俘遣返
- 滿洲國
- 蘇日戰爭
- 國共內戰
- 根本博
- 牡丹江事件
- 西伯利亞滯留者
- 台灣日治時期日本移民村
- 第二次世界大战战后对德意志人的驱逐

### 書籍
- 厚生省引揚援護院編『引揚援護の記録』1947年（クレス出版, 2000年）
- 満蒙同胞援護会編『満蒙終戦史』河出書房新社, 1962年
- 森田芳夫『朝鮮終戦の記録　米ソ両軍の進駐と 日本人の引揚』 巌南堂書店, 1964年
- 丸山邦雄『なぜコロ島を開いたか―在満邦人の引揚げ秘録』 永田書房、1970年
- 森田芳夫・長田かな子編 『朝鮮終戦の記録 資料編』
  - 第1巻 日本統治の終焉, 巌南堂書店, 1979年
  - 第2巻 南朝鮮地域の引揚と日本人世話会の活動, 巌南堂書店, 1980年
  - 第3巻 北朝鮮地域日本人の引揚, 巌南堂書店, 1980年
- 森川哲郎『満州の暴れ者（もん） 敵中突破五千キロ』（徳間書店、1972年）
- 上坪隆『水子の譜　引揚孤児と犯された女たちの記録』現代史出版会、1979年（社会思想社現代教養文庫, 1993年）
- 若槻泰雄『戦後引揚げの記録　新版』時事通信社, 1995年
- 木村英亮. . 横浜国立大学人文紀要 第一類 哲学・社会科学 (横浜国立大学). 1996, 42: 19–39. ISSN 0513-5621.
- 半藤一利 『ソ連が満洲に侵攻した夏』（文藝春秋, 1999年／文春文庫, 2002年）
- 『海外引揚関係史料集成 　国内編』全16巻, ゆまに書房, 2001年
- 『海外引揚関係史料集成 　国外編・補遺編』全21巻, ゆまに書房, 2002年
- 阿部安成, 加藤聖文. . 彦根論叢 (滋賀大学経済学会). 2004, (348): 129–154. ISSN 0387-5989.
- 阿部安成, 加藤聖文. . 彦根論叢 (滋賀大学経済学会). 2004, (349): 51–68. ISSN 0387-5989.
- 阿部安成、加藤聖文「引揚げという歴史の問い方（下） （页面存档备份，存于）」『彦根論叢』第349号, 2004年
- 読売新聞「戦後…博多港引き揚げ者らの体験」2006年
  - 「＜1＞ソ連が来る　息潜めた」読売新聞2006年7月20日。
  - 「＜2＞医師らひそかに中絶手術」読売新聞2006年7月27日。
  - 「＜3＞麻酔なしの中絶手術」読売新聞2006年8月3日。
  - 「＜4＞日誌につづられた悲劇」読売新聞2006年8月10日。
  - 「＜5＞孤児収容所愛情の記憶」読売新聞2006年8月17日。
  - 「＜6＞孤児の女性が保母に」読売新聞2006年8月24日。
  - 「＜7＞子どもの心潤した食事と行事」読売新聞2006年8月31日。
- 阿部安成、江竜美子「満州引揚スタディーズの試み （页面存档备份，存于）」滋賀大学, 2007年
- 半藤一利監修『敗戦国ニッポンの記録 昭和20年〜27年 米国国立公文書館所蔵写真集』アーカイブス出版, 2007年
- 加藤聖文『「大日本帝国」崩壊－東アジアの1945年』中公新書, 2009年
- 尹輝鐸『満州国：植民地的想像が生んだ複合民族国家(植民地的 想像이 잉태한 複合民族國家)』2013年

## 外部連結
- 終戦70年　インターネット特別展 公文書に見る終戦　－復員・引揚の記録－ アジア歴史資料センター （页面存档备份，存于）
- 外地から日本人の帰国続く - NHK放送史（日本放送协会）（日語）

- 主要題名:遣送日俘日僑歸國-數位典藏與學習聯合目錄(3250298) （页面存档备份，存于） 台湾における引き上げの様子（動画）
- シベリア引揚者への「救恤」、一九二三年 （页面存档备份，存于） 井竿富雄、山口県立大学 国際文化学部紀要 第14号 2008年3月